# عمر الديبكي
عمر مولود الديبكي، (1919-2002)، عالم وفقيه مسلم كردي من مواليد قرية ديبكة في مدينة أربيل في العراق.[بحاجة لمصدر]

## دراسته ونشأته
بدأ الشيخ عمر بن مولود بن عمر الديبكي الدراسة في المدرسة الدينية التابعة إلى مسجد قرية ديبكة إلى أن ختم القرآن الكريم وتدرج في دراسة العلوم الإسلامية والكتب الشرعية القديمة في النحو والصرف وباقي الكتب المقررة.
بعد أكماله للدراسة الأولية التحق بمدرسة الشيخ نور الدين في أربيل حيث كان مدرسها الشيخ الملا صالح الكوزه بانكي حيث أكمل الدراسة وأخذ الأجازة العلمية منه عام 1949.
في بداية عام 1950 سافر الشيخ عمر إلى بغداد ودرس عند شيخها أمجد الزهاوي أصول الفقه الحنفي ودرس تفسير الكشاف للزمخشري عند الشيخ محمد القزلجي.
عاصر الشيخ عمر في حياته مجموعة من علماء الدين حيث كانت صداقاتهم واجتماعاتهم دروس علم وتبادل معرفة ومن هؤلاء الشيخ عثمان صالح كوزة بانكي وعبد الكريم أبراهيم وعبد الحميد أسماعيل وسليم أمين وأسماعيل صالح والشيخ أمجد الزهاوي والشيخ محمد القزلجي، وكانت تربطه علاقة صداقة خاصة بالشيخ عبد الكريم المدرس.
كما درس الشيخ علوم النحو والمنطق والصرف والبلاغة والعقائد وأصول الفقه والتفسير والفلك وغير ذلك من العلوم الشرعية ومن طريف الأمور أن الشيخ عمر كان شافعي المذهب ويدرِّس المذهب الحنفي.

## المناصب والوظائف
تعيّن الشيخ عمر إماماً في بداية عام 1950 في مسجد بنات الحسن في جانب الكرخ من بغداد ثم أنتقل إلى جامع ومدرسة السليمانية في جانب الرصافة من بغداد، وعين خطيباً عام 1951 في جامع النعمانية وبعدها في جامع علي أفندي عام 1954، وفي عام 1970 انتقل إلى جامع الفضل بوظيفة إمام أول وخطيب ثم إلى جامع عمر الفاروق عام 1973 وجامع بدرية عام 1989.
أما في مجال التدريس فقد عين الشيخ مدرساً في مسجد أبو حنيفة نعمان عام 1951 ثم انتقل إلى مدرسة نائلة خاتون في منتصف الستينات ثم إلى المعهد الإسلامي في نهاية الستينات ولغاية مرضه في منتصف عقد التسعينات.
كذلك درّس الشيخ في المدرسة القادرية وفي جامعة العلوم الإسلامية. وهو عضو في المجلس العلمي لوزارة الأوقاف من منتصف عقد السبعينات ولغاية وفاته. كما كان عضواً في جمعية رابطة العلماء منذ عام 1959.
كان الشيخ أول من ألقى الخطب والمحاضرات الدينية والمواعظ والأحاديث في الأذاعة الكردية ببغداد وباللغة الكردية منذ بداية تأسيسها في بداية عقد الستينيات.

## مؤلفاته وتلاميذه
للشيخ مجموعة من المؤلفات والكتب الدينية كما أشتهر الشيخ عمر بحلقات الدروس الدينية التي كان يقيمها بأنتظام حتى بعد مرضهِ بالشلل النصفي فكان طلابه يتوافدون اليه لتلقي دروس العلم ولم يكن الشيخ من المكثرين في التأليف لانشغاله بالتعليم والتوجيه، والاختبارات العلمية، ورغم ذلك فلهُ مؤلفات قليلة على شكل كتيبات صغيرة تنوعت مواضيعها في الصيام والحج والزكاة والتربية، وله كناب في تفسير سورة النور. ولهُ رسالة مختصرة في الخمر ومساوئها.

## وفاته
توفي عمر الديبكي عام 2002 بعمر ناهز الحادية والثمانون قضاها في خدمة الإسلام والمسلمين وأفناها علما وتعليما رافضا لكل مظاهر الدنيا.